# Sołectwo

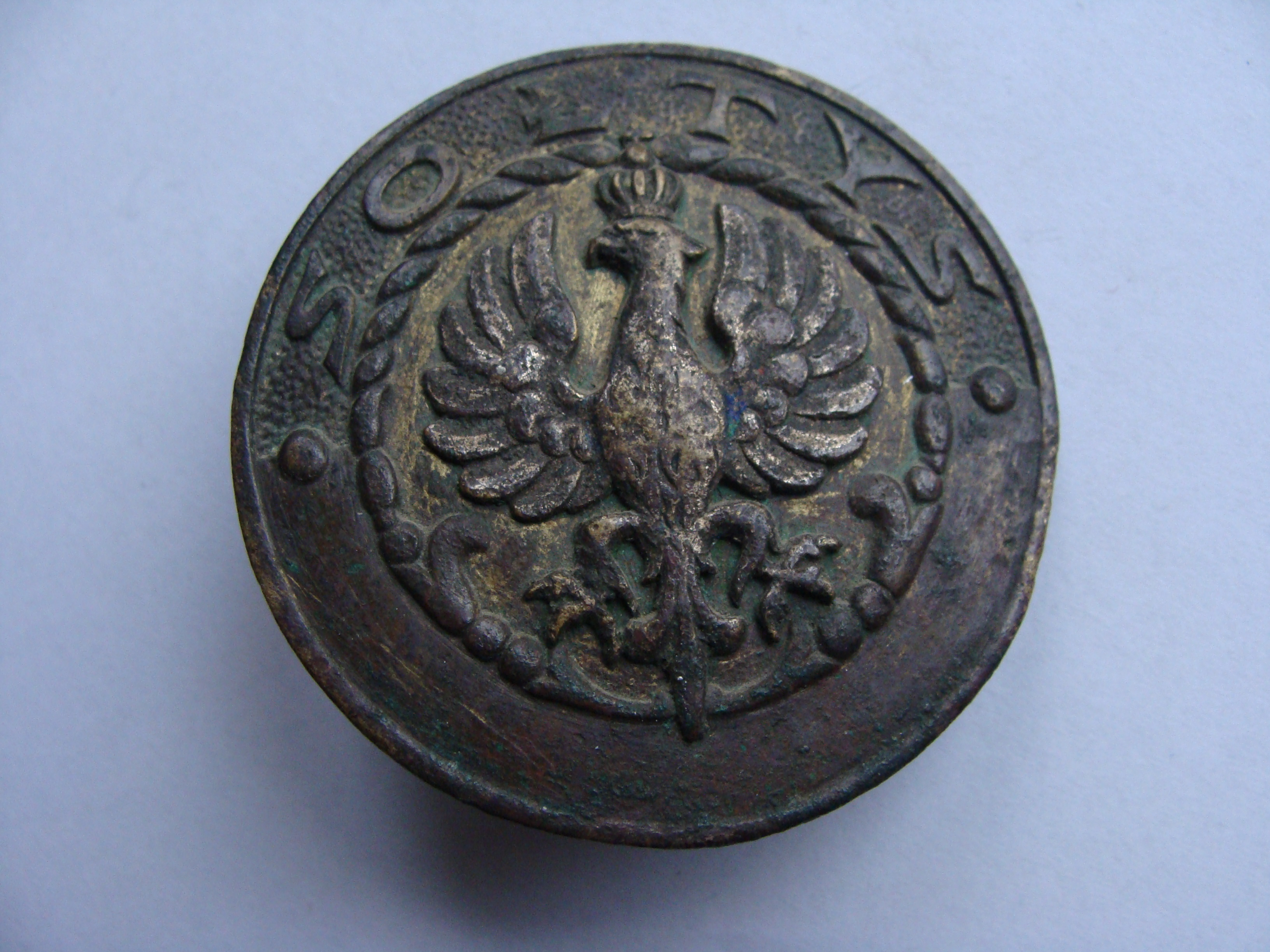
Distintivo ufficiale del Sołtys, usato nel periodo antecedente la II Guerra Mondiale

Il Sołectwo (plurale sołectwa) è il quarto grado della suddivisione amministrativa della Polonia. Il sołectwo è una unità amministrativa di base dotata di proprie competenze ed organi, corrispondente al municipio italiano, comprendente una o più frazioni di un comune rurale o urbano-rurale.

## Competenze
Il municipio amministra il patrimonio comunale all'interno della propria suddivisione territoriale, delibera e realizza un proprio bilancio annuale denominato fondo municipale, esercita le proprie funzioni secondo il principio di sussidiarietà contenuto nel preambolo della Costituzione della Repubblica Polacca, secondo i principi della Legge polacca sulle Autonomie Territoriali. Le funzioni degli organi del sołectwo sono regolate da statuti propri pubblicati sulla Gazzetta Ufficiale della Regione di appartenenza. 
I comuni urbani hanno come proprie suddivisioni, le cosiddette dzielnice o osiedla (eccezionalmente il sołectwo è presente anche in alcuni comuni urbani), che rappresentano forme di decentramento territoriale.
Al 31 dicembre 2008 i Municipi rurali in Polonia erano 40.458.
Nella maggior parte dei casi un sołectwo corrisponde ad una frazione rurale. Quando però le frazioni rurali superano una certa dimensione, possono contenere due o più sołectwa. Opposto il caso nel quale due o più frazioni rurali distinte appartengono ad un unico sołectwo.

## Organi deliberanti ed esecutivi

### Organo deliberante
Organo deliberante del Sołectwo è l'Assemblea Municipale della quale sono membri tutti i residenti nei confini amministrativi del Sołectwo. L'Assemblea Municipale si riunisce almeno due volte all'anno per deliberare il bilancio di previsione del Fondo Municipale e il suo consuntivo. L'Assemblea Municipale può essere riunita dal Sindaco del Municipio in tutti i casi in cui è richiesto il parere del Sołectwo su temi importanti per la vita locale come nuove iniziative sociali, lavori pubblici, investimenti per i quali è richiesta una decisione amministrativa sull'impatto ambientale, ecc...

### Organo Esecutivo
Organo esecutivo del Sołectwo è il Sołtys, sindaco della municipalità rurale, eletto a suffragio universale fra gli abitanti del suo Municipio. La cadenza del Sołtys è di durata quadriennale. Il Sołtys come sindaco del Municipio rurale gode del trattamento giuridico di funzionario pubblico. All'interno dei propri confini territoriali, il Sołtys collabora come funzionario pubblico con le forze di polizia, con le forze di protezione civile e con i servizi sanitario e sociale. Inoltre il Sołtys svolge le funzioni di esattoria comunale per i tributi locali ed è corrispondente della sezione penale della Corte Distrettuale per l'esecuzione delle misure penali alternative alla detenzione, sanzionate ai residenti nel proprio territorio. 
Il Sołtys, come rappresentante dell'Amministrazione Comunale ha il potere di autentica delle firme e delle copie di atti pubblici a lui sottoposte.

### Organo consultivo
Organo consultivo del Sołectwo è il Consiglio Municipale, eletto a suffragio universale con cadenza quadriennale. Il Consiglio Municipale collabora con il Sołtys nell'amministrazione ordinaria del Sołectwo. Il Consiglio Munipale possiede iniziativa deliberante circa l'iscrizione dei capitoli di spesa del Fondo Municipale.

#### Insegna
Secondo un antico privilegio, mantenuto nell'attuale prassi amministrativa, il Sołtys ha il diritto di contrassegnare la propria residenza con una targa di colore rosso al pari di quella degli uffici statali polacchi contenente l'indicazione della carica con la dicitura "SOŁTYS", riportante lo Stemma della Polonia costituito dall'Aquila Bianca.